# Valseca
Valseca là một đô thị ở tỉnh Segovia, Castile và León, Tây Ban Nha. Theo điều tra dân số năm 2004 của Viện thống kê quốc gia Tây Ban Nha (Instituto Nacional de Estadística), đô thị này có dân số 301 người.